# London (Ontario)
London je město v kanadské provincii Ontario. Leží přibližně v poloviční vzdálenosti mezi Torontem a Detroitem. Město je jedním z nejvýznamnějších průmyslových center Ontaria a sídlem University of Western Ontario.

## Dějiny
London byl založen v letech 1802–1804, v roce 1826 obdržel status vesnice, která byla pojmenována podle hlavního města Spojeného království. V roce 1855 počet obyvatel přesáhl 10 000 a London obdržel městský statut. Příchod železnice v roce 1853 dal podnět k rozvoji průmyslu, který je koncentrován v čtvrti Eastern London. Ke konci 19. století se začal rozvíjet zbrojní průmysl. London byl administrativně rozšířen v letech 1961 a 1993 připojením menších sousedních měst. V současnosti[kdy?] je aglomerace města desátou nejlidnatější v celé Kanadě (viz Seznam měst v Kanadě).

## Ekonomika
V Londonu byly založeny kanadské pivovary Labatt a Carling. Nachází se tu výrobní závody firem General Dynamics, Kellogs, McCormick a Fluidesign. Město je významným střediskem biotechnologického výzkumu prostřednictvím University of Western Ontario.
Část obyvatel pracuje v továrnách General Motors v sousedním Woodstocku. London disponuje mezinárodním letištěm London International Airport.

## Osobnosti města
- Joe Thornton (* 1979), hráč NHL
- Jeff Carter (* 1985), hráč NHL
- Justin Bieber (* 1994), zpěvák
- Drew Doughty (* 1989), hokejový obránce
- Eric Lindros (* 1973), hokejista
- Corey Perry (* 1985), hokejový útočník
- Tessa Virtue (* 1989), krasobruslařka
- Jack Warner (1892–1978), zakladatel Warner Brothers
- Ryan Gosling (* 1980), herec